# Dwergdraakvis
De dwergdraakvis (Neoharriotta pumila) is een vis uit de familie langneusdraakvissen. De vis komt voor in het westen van de Indische Oceaan . De soort kan een maximale lengte bereiken van 72.8 cm . De vis komt voor op diepten tussen de 375-380 m.